# Lijst van burgemeesters van Stichtse Vecht
Dit is een lijst van burgemeesters van de Nederlandse gemeente Stichtse Vecht in de provincie Utrecht. Op 1 januari 2011 werden de gemeenten Breukelen, Loenen en Maarssen samengevoegd tot de nieuwe gemeente Stichtse Vecht.
| Ambtsperiode                       | Naam burgemeester         | Partij of stroming | Bijzonderheden                  |
| ---------------------------------- | ------------------------- | ------------------ | ------------------------------- |
| 1 januari 2011 – 3 juli 2014       | M.M. (Mirjam) van 't Veld | CDA                | tot 22 december 2011 waarnemend |
| 8 juli 2014 – 15 december 2014     | J.W.E. (Liesbeth) Spies   | CDA                | Waarnemend                      |
| 29 januari 2015 – 24 december 2018 | Marc Witteman             | PvdA               | In het ambt overleden           |
| 1 augustus 2018 – 5 februari 2020  | Yvonne van Mastrigt       | PvdA               | Waarnemend                      |
| 6 februari 2020 – heden            | Ap Reinders               | Partijloos         | [ 7 ]                           |